# Tequixquiac
Tequixquiac je okres a jeho hlavní město v Mexiku, ve státu Estado de México.
Na západě hraničí s hlavním městem Ciudad de México a je součástí metropolitní oblasti Valle de México. Žije tu oficiálně 33 000 obyvatel, neoficiálně až trojnásobek.